# Amt Subkau
Das Amt Subkau war ein preußisches Amt in Westpreußen mit Sitz in Subkau.

## Geschichte
Mit der Ersten Polnischen Teilung 1772 war Pommerellen zu Preußen gekommen. Für die Verwaltung wurde das Domänenamt Subkau im Kreis Dirschau gebildet, für die Rechtsprechung das Justizamt Subkau im Sprengel der Westpreußischen Regierung.
1802 ging die Rechtsprechung auf das neu gebildete Land- und Stadtgericht Dirschau über.

## Umfang
Das Amt Subkau bestand aus vier verpachteten Vorwerken, 19 verpachteten Orten und 15 Orten mit 638 Feuerstellen. Größere Orte waren neben dem Vorwerk Subkau noch Mihlbanz, Liebschau, Renkau, Gemlitz und Mönchengrebin.